# Victor Wooten
Victor Lemonte Wooten, född 11 september 1964, är en amerikansk musiker, basist. Han är medlem i gruppen Béla Fleck and the Flecktones men har även spelat in ett antal album som soloartist.

## Diskografi
- 1996 – A Show of Hands
- 1997 – What Did He Say?
- 1999 – Yin-Yang
- 2001 – Live in America
- 2005 – Soul Circus
- 2008 – Palmystery